# Констан, Бенжамин
Бенжамин Конста́н Боте́лью ди Магалья́йнс (порт. Benjamin Constant Botelho de Magalhães; 18 октября 1836, Нитерой, Рио-де-Жанейро — 22 января 1891, Рио-де-Жанейро) — бразильский военный и государственный деятель, политический мыслитель. По взглядам позитивист, аболиционист, республиканец.

## Биография
Бенджамин Констан родился в Нитерое. У него было трудное детство, и в 12 лет он пытался покончить жизнь самоубийством. Получив военную подготовку, он участвовал в Парагвайской войне (1865—1870) в качестве гражданского и военного инженера. Он находился в Парагвае с августа 1866 года по сентябрь 1867 года, вернувшись оттуда из-за болезни в сопровождении своей жены, которая поехала за ним. Его письма, написанные в основном для его жены и тестя (доктор Клаудиу Луиш да Коста), в которых он жестко критикует направление войны в целом и маршала Кашиаса в частности, были опубликованы в 1999 году.
Как военный инженер по профессии, с 1872 года преподаватель военной академии Прайя Вермелья в Рио-де-Жанейро. Затем он также преподавал в Политехническом институте, нормальных и высших военных училищах. С реформой высшего образования стал первым директором недавно открытой в апреле 1880 года Педагогической школы нынешнего Instituto Superior de Educação в Рио-де-Жанейро.
Как солдат, он чувствовал себя недооцененным и несчастным. Интеллигент в душе, он в первую очередь был позитивистом, находившимся под сильным влиянием Огюста Конта, большим сторонником контовской «Религии человечества». Адепт позитивизма в его философских и религиозных аспектах, идеи которого распространились среди молодых офицеров бразильской армии, он стал основателем Бразильского позитивистского общества (Sociedade Positivista do Brasil). Он покинул бразильское позитивистское общество из-за внутренних разногласий, но оставался ярым учеником Конта до конца своей жизни.
Позитивизм же привёл его и к республиканским взглядам, а те, в свою очередь — к основанию Военного клуба (Clube Militar) вместе с Деодору да Фонсека в мае 1887 года. Затем он был одним из главных деятелей республиканского восстания 1889 года и участвовал в составлении декрета 15 ноября, провозгласившего Бразилию республикой. После свержения монархии императора Педру II в Бразилии был назначен военным министром (1889—1891), а затем министром общественной инструкции во временном республиканском правительстве. В последней роли он продвигал важную реформу учебной программы.
Переходные положения Конституции 1891 года закрепили его в качестве основателя Бразильской Республики в статье 8. Он умер в возрасте 54 лет в городе Рио-де-Жанейро и был похоронен на кладбище Сан-Жуан-Батиста. В его честь был назван бразильский город Бенджамин-Констан, расположенный близ реки Амазонки и перуанской границы.